# Legend (film 1985)
Legend è un film del 1985 diretto da Ridley Scott.
Pellicola fantasy con protagonisti Tom Cruise, Mia Sara e Tim Curry.

## Trama
Il Signore delle Tenebre (anche detto "Tenebra") è costretto a vivere confinato nel suo regno sotterraneo di oscurità perché teme e detesta la luce e i sentimenti puri ed incontaminati che ad essa si collegano. Ansioso di impadronirsi di tutta la Terra, è deciso a far scomparire per sempre luce e purezza dalla superficie del mondo. Per ottenere ciò deve eliminare gli ultimi unicorni esistenti, che con la loro essenza luminosa e divina mantengono puro il mondo, e assegna questo incarico ad una banda di perfide creature, capitanate da uno dei goblin più malefici: l'orrido Blix.
Nel frattempo, nel bosco incantato, i giovani Jack e Lili si amano e amano profondamente il luogo sereno e luminoso in cui vivono. Jack, un "ragazzo della foresta", come pegno d'amore mostra alla sua amata il nascondiglio segreto degli ultimi unicorni, nonostante sia proibito poiché sono creature sacre. Lili disubbidendo a Jack si avvicina ad uno di loro e Blix, che nel frattempo li aveva seguiti, ne approfitta per lanciargli un dardo avvelenato.
Questo gesto sprofonda la terra in una sorta di oscuro inverno perenne; travolto dal turbine, Jack viene trascinato via e lascia Lili in balia di Blix, che rapisce pure lei ed il restante unicorno, per portarli al cospetto del suo signore. Il malefico Re si invaghisce della fanciulla, e vuole sposarla, ma prima di questo deve riuscire a corrompere il suo animo puro ed a spezzare la promessa d'amore che lei ha fatto a Jack.
Nel frattempo Jack conosce un gruppo di creature magiche, tra cui l'eterno fanciullo Gump Mieldispino (un elfo), Oona (una fata) e alcuni nani. Armatosi di un'antica e leggendaria armatura dorata, il ragazzo parte con la sua banda raccogliticcia per sconfiggere Tenebra prima che uccida l'ultimo unicorno e perciò getti il mondo nel buio. Lili promette a Tenebra di rimanere con lui a condizione che sia lei a uccidere l'Unicorno, ma questo è solo un inganno poiché Lili conosce le intenzioni di Tenebra. Capendo che il punto debole di Tenebra è la luce, Jack e i suoi compagni raccolgono tutti gli oggetti rilucenti che riescono a trovare per puntare la luce su Tenebra.
L'estremo sacrificio deve essere fatto ma Lili non uccide l'Unicorno, anzi lo libera causando le ire di Tenebra che la tramortisce; Jack assiste alla scena e affronta Tenebra uccidendolo infilzandolo con il corno amputato dell'unicorno morto e con la luce che si riflette nel covo segreto. A questo punto, la primavera torna a rischiarare il mondo e i due amanti, Jack e Lili, possono ricongiungersi, per vivere felici e contenti; anche l'unicorno ucciso all'inizio del film ritorna in vita.

## Riconoscimenti
- 1987 - Premio Oscar
  - Nomination Miglior trucco a Rob Bottin e Peter Robb-King
- 1986 - Premio BAFTA
  - Nomination Migliori costumi a Charles Knode
  - Nomination Miglior trucco a Peter Robb-King e Rob Bottin
  - Nomination Migliori effetti speciali a Nick Allder e Peter Voysey
- 1985 - Festival di Venezia
  - Nomination Leone d'Oro a Ridley Scott
- 1987 - Saturn Award
  - Nomination Miglior trucco a Rob Bottin
- 1987 - Young Artist Awards
  - Nomination Miglior film commedia o fantasy per la famiglia
  - Nomination Miglior attore giovane non protagonista in un film commedia/drammatico/fantasy a David Bennent
- 1985 - British Society of Cinematographers
  - Miglior fotografia a Alex Thomson

## Tre versioni, due colonne sonore
Il film è uscito prima in Europa, distribuito dalla 20th Century Fox. Lo scarso successo di pubblico e le recensioni contrastanti, spesso negative, ricevute dal film indussero la Universal Pictures, che deteneva i diritti di distribuzione del film per gli USA, a imporre un nuovo montaggio della pellicola. La nuova versione, destinata al solo mercato americano, durava circa 5 minuti di meno e proponeva un'esposizione leggermente diversa degli avvenimenti. Questo non ha impedito al film di raccogliere scarsi consensi, sia di pubblico che di critica, anche in territorio statunitense. 
In occasione di una delle edizioni in dvd del film, il regista ha potuto proporre una terza versione, più lunga di quasi venti minuti.
Nella prima versione europea (e quindi anche nella versione proiettata in Italia), il film è commentato da una colonna sonora di impostazione sinfonico-elettronica scritta dal veterano Jerry Goldsmith. Il compositore, originario di Los Angeles, aveva già lavorato con Ridley Scott per il film del 1979 Alien. Le musiche utilizzano un'orchestra sinfonica e un coro di ampie dimensioni e sviluppano, tra l'altro, in uno stile quasi operistico, reminiscenze del folclore irlandese, alla cui tradizione si ispirano personaggi e leggende raccontati nel film.
Per la nuova versione americana i responsabili della Universal pretesero anche l'integrale sostituzione della colonna sonora, convinti che un approccio musicale più moderno e contemporaneo avrebbe attratto un pubblico più giovane, aumentando le probabilità di successo economico del film. Le nuove musiche vennero affidate al gruppo Tangerine Dream, che ha realizzato musiche di impostazione elettronica. Le critiche negative che hanno accompagnato l'uscita americana del film non hanno risparmiato le musiche: molti recensori hanno infatti sostenuto che le sonorità delle tastiere elettroniche sono inadatte, se non in stridente contrasto con l'ambientazione riccamente favolistica delle scene del film.
La sostituzione delle musiche, cui il regista, pur essendo contrario, non oppose resistenza, contribuì a peggiorare le relazioni tra Scott e il compositore Goldsmith: la loro precedente collaborazione per Alien, infatti, non era stata priva di tensioni. Allo scopo di rendere al musicista, scomparso nel 2004, un doveroso tributo, Ridley Scott ha però voluto che nell'edizione "director's cut" del film fossero reinserite anche le musiche originali di Goldsmith, ascoltabili in una pista sonora alternativa: in questo modo il pubblico può scegliere con quale diverso accompagnamento musicale assistere al film.
Entrambe le colonne sonore hanno ottenuto un'edizione discografica, e tutte e due sono state esaurite. "Fuori catalogo" da tempo e quindi molto rare, vengono oggi scambiate nei mercati dei collezionisti a prezzi altissimi.